# Герб Порту
Ге́рб По́рту — офіційний символ міста Порту, Португалія. Використовується як територіальний герб. У синьому щиті золотий замок із двома баштами, червоними вікнами і брамою. Він стоїть у морі з п'яти хвилястих смуг — трьох срібних і двох зелених. Над брамою образ коронованої Діви Марії, у червоному одязі й синьому мафорії, яка тримає на руках маленького Ісуса Христа. Довкола них золоте променисте сяйво. Обабіч, на двох баштах, два малих герби Португалії. Щит увінчує срібна мурована міська корона з п'ятьма вежами. Внизу ланцюг із зіркою Ордена Вежі й Меча.
Під щитом біла стрічка, на якій великими літерами напис португальською: «antiga, mui nobre, sempre leal e invicta cidade do Porto» (давнє, найшляхетніше, завжди вірне і непереможне місто Порту).  Офіційно затверджений 25 серпня 1940 року.

## Галерея

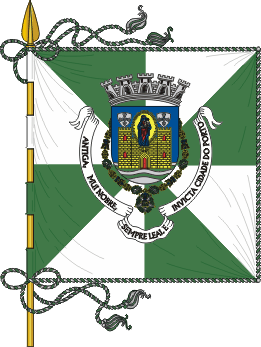
Прапор
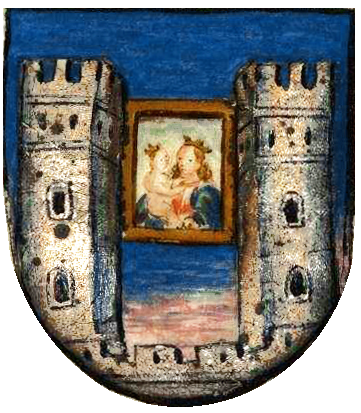
Thesouro de Nobreza